# Lorenz Krüger
Lorenz Krüger (* 3. Oktober 1932 in Marburg; † 29. September 1994 in Göttingen) war ein deutscher Wissenschaftshistoriker und Wissenschaftsphilosoph.

## Leben
Lorenz Krüger studierte Physik, Mathematik und Astronomie und promovierte in theoretischer Physik. Danach wandte er sich der Philosophie zu. Er forschte über Kant und Leibniz. 1971 habilitierte er sich mit einer Arbeit über den Begriff des Empirismus bei John Locke. Anschließend hatte er Lehrstühle an den Universitäten Bielefeld (ab 1973), FU Berlin (ab 1981) und schließlich ab 1986 an der Universität Göttingen inne. Der Schwerpunkt seiner Forschung und Lehre lag in der Erkenntnis- und Wissenschaftstheorie; daneben publizierte er zur Geschichte der Philosophie und zu Fragen der Ethik und Entscheidungstheorie.
„Wesentlich für sein Interesse an der Wissenschaftsgeschichte“, schreibt sein Schüler Friedrich Steinle, „war die durch Kuhn und Feyerabend ausgelöste Debatte um Rationalität oder Relativismus der Wissenschaften, an der er sich mit großem Interesse beteiligte.“ Durch Forschungsaufenthalte in Berkeley, Princeton und Pittsburgh lernte er viele der an dieser Debatte Beteiligten persönlich kennen. 1982 bis 1983 leitete er in Bielefeld eine internationale Arbeitsgruppe zur „Probabilistischen Revolution“. In seiner Zeit in Göttingen war er maßgeblich an der Gründung des neuen Instituts für Wissenschaftsgeschichte an der Universität Göttingen im Jahr 1990 beteiligt.
In seinen letzten Lebensjahren galt sein Interesse vor allem Galilei sowie in einem (unabgeschlossenen) Projekt über „Wahrheit und Zeit“. Sein letzter Vorlesungskurs im Jahr 1993 war eine Einführung in die Philosophie der Neuzeit, ein Kurs in dem Kepler, Galilei, Bacon und Descartes behandelt wurden. In Berlin war er nach 1990 Leiter des Forschungsschwerpunktes Wissenschaftsgeschichte und Wissenschaftstheorie, wo er sich um eine Integration der Wissenschaftler aus Ost und West bemühte. In der Folge war er als einer der Gründungsdirektoren des Max-Planck-Instituts für Wissenschaftsgeschichte in Berlin berufen worden. Krankheitshalber konnte er diese Stelle nicht mehr antreten. Seine Bibliothek überließ er dem MPI für Wissenschaftsgeschichte. 1987 wurde er zum ordentlichen Mitglied der Göttinger Akademie der Wissenschaften gewählt.

## Arbeit als Editor
Krüger war Mitherausgeber der Zeitschriften Philosophia naturalis, der Perspectives on Science und der N.T.M.

## Veröffentlichungen (Auswahl)
- Krüger, Lorenz: Rationalismus und Entwurf einer universalen Logik bei Leibniz. Frankfurt/M. 1969.
- Krüger, Lorenz (Hg.): Erkenntnisprobleme der Naturwissenschaften. Texte zur Einführung in die Philosophie der Wissenschaft. Köln 1970.

- Krüger, Lorenz: Der Begriff des Empirismus. Erkenntnistheoretische Studien am Beispiel John Lockes. Berlin 1973.
- mit Thomas S. Kuhn: Die Entstehung des Neuen, Studien zur Struktur der Wissenschaftsgeschichte. Frankfurt am Main 1977.
- Krüger, Lorenz, L. Daston, M. Heidelberger, G. Gigerenzer & M. S. Morgan (Hg.): The Probabilistic Revolution. 2 Bde. Cambridge/MA, 1987.
- Krüger, Lorenz, G. Gigerenzer et al.: The Empire of Chance. Cambridge: Cambridge University Press, 1989.
- Krüger, Lorenz, Bettina Schöne-Seifert (Hg.): Humangenetik – Ethische Probleme der Beratung, Diagnostik und Forschung (= Medizin-Ethik 4). Stuttgart, 1993.
- Krüger, Lorenz (Hg.): Universalgenie Helmholtz: Rückblick nach 100 Jahren. Berlin, 1994.
- Krüger, Lorenz: Why Does History Matter to Philosophy and the Sciences? Ed. by Thomas Sturm, Wolfgang Carl, and Lorraine Daston. Berlin: De Gruyter, 2005. Enthält eine Auswahl von Aufsätzen zur Geschichte der Philosophie, der Erkenntnis- und Wissenschaftstheorie und ihrer Beziehungen zueinander sowie ein vollständiges Schriftenverzeichnis.

Festschrift
- Carl, Wolfgang/Daston, Lorraine (Hg.): Wahrheit und Geschichte. Ein Kolloquium zu Ehren des 60. Geburtstages von Lorenz Krüger. Göttingen 1999.